# Ala Zoghlami
Ala Zoghlami (Tunisi, 19 giugno 1994) è un siepista e mezzofondista italiano, (ha un gemello di nome Osama, anche lui siepista) specialista anche nella corsa campestre, che ha esordito con la Nazionale seniores rappresentando l'Italia ai Mondiali di Londra 2017; inoltre, nella categoria promesse, è giunto quarto sia agli Europei under 23 di Tallinn 2015 che ai Mediterranei under 23 di Tunisi 2014.

## Biografia

### L'arrivo in Italia col gemello, le società di appartenenza e la guida tecnica
Nato in Tunisia, è arrivato in Italia all’età di due anni insieme alla famiglia, stabilendosi a Valderice, in provincia di Trapani. Ha un fratello gemello Osama Zoghlami, anche lui siepista , atleta e compagno di squadra prima al Centro Sportivo Valderice e poi al CUS Palermo, entrambi allenati da Gaspare Polizzi (dopo essere stato consigliato alla pratica del mezzofondo da Enrico Angelo).
Inizia a praticare l’atletica leggera nel 2004 all'età di 10 anni (categoria Esordienti) con il Centro Sportivo Valderice, restandoci sino al 2009 (con la breve parentesi del 2008, in cui non è stato tesserato con nessuna società italiana di atletica affiliata alla FIDAL).
Dal 2010 gareggia per il CUS Palermo.
Dal 2018 ha il doppio tesseramento con le Fiamme Oro.
Nel 2013 ha ottenuto insieme al fratello gemello Osama la cittadinanza italiana ricevendo la comunicazione ufficiale attraverso la Federazione Italiana di Atletica Leggera.
Il suo allenatore è Gaspare Polizzi.

### 2008-2018: i risultati di rilievo nazionale ed internazionale
Dopo essere stato assente da cadetto ai campionati italiani under 16 (non tesserato nel 2008 e non presente nel 2009), ha disputato due finali da allievo nei 2000 metri siepi nel biennio 2010-2011 (quarto a 7 centesimi dal bronzo di Michael Monella a Rieti ‘11); al primo anno tra i juniores nel 2012 termina ai piedi del podio (quarto posto) nei 3000 metri siepi ai nazionali under 20. L’anno dopo vince il suo primo titolo italiano di categoria nei 3000 m hs, battendo proprio il fratello-gemello Osama che giunge secondo come l’anno prima (dietro Italo Quazzola). 
Lo stesso anno, proprio in Italia, è giunto dodicesimo sui 3000 m hs agli Europei juniores di Rieti.
Il 2014 lo vede prima laurearsi campione nazionale promesse (battendo in volata di 5 centesimi Giuseppe Gerratana) e poi terminare quarto (preceduto di 69 centesimi proprio da Gerratana) nei 3000 m hs ai Mediterranei under 23 di Aubagne (Francia). Inoltre vince il bronzo agli assoluti di Rovereto, dietro l’argento di Gerratana che lo precede di 16 centesimi.
Nel 2015 riconferma i piazzamenti della stagione precedente: il titolo italiano promesse nei 3000 m hs (precedendo il fratello Osama), il quarto posto (ad 85 centesimi dal bronzo del gemello Osama) in una rassegna internazionale giovanile agli Europei under 23 di Tallinn in Estonia ed anche il bronzo agli assoluti di Torino (preceduto nuovamente da Giuseppe Gerratana).
Il 2016 è stato per lui un anno interlocutorio: in Tunisia ai Mediterranei under 23 di Tunisi, sua città natale, non ha disputato la finale dei 3000 m hs ed ai campionati italiani ha ottenuto soltanto piazzamenti in finale.
Nel luglio del 2017 si laurea a Trieste per la prima volta in carriera campione italiano assoluto nei 3000 metri siepi, precedendo in volata Ahmed Abdelwahed.
Ad agosto partecipa, come esordiente in Nazionale assoluta, sui 3000 m hs ai Mondiali di Londra (Gran Bretagna): affronta la prima, delle tre batterie, (valevole come accesso diretto alla finale) che conclude in settima posizione col nuovo primato personale (8'26"18) migliorando il precedente di oltre 3" (8'29"26); resta però fuori dai 6 tempi di ripescaggio, come primo degli atleti esclusi, a 32 centesimi dall'ultimo posto di accesso alla finale.
Il 9 settembre del 2018 a Pescara non riesce a difendere il titolo italiano assoluto dei 3000 metri siepi, vinti dal neo-campione Leonardo Feletto (medaglia d’oro) che precede Ala (argento), il fratello-gemello di Osama, e lo stesso Osama terzo al traguardo per distacco (bronzo).
È l’ottavo miglior under 23 italiano all time nei 3000 metri siepi (8’32”20).
Dal 2013 al 2018 è sempre rimasto nella top ten italiana stagionale nei 3000 metri siepi: terzo 2015-2016-2017, sesto 2018, settimo 2014, ottavo 2013.
Dal 2010 al 2017 ogni anno ha sempre migliorato il record personale nei 3000 metri siepi.
Durante la sua carriera agonistica si è già sfidato diverse volte, sia in ambito nazionale che internazionale, contro altri tre siepisti-crossisti italiani (bilancio aggiornato al 2017): il fratello-gemello Osama col quale è in svantaggio 7 a 8 nei confronti diretti; contro il coetaneo Italo Quazzola ha vinto in 5 occasioni contro 7 del rivale; infine col classe 1992 Giuseppe Gerratana è in vantaggio 5 a 4.
Viene allenato dal 2012 da Gaspare Polizzi, dopo essere stato avviato alla pratica del mezzofondo da Enrico Angelo.

## Progressione

### 3000 metri siepi
| Stagione | Tempo    | Luogo       | Data       | Rank. Mond. |
| -------- | -------- | ----------- | ---------- | ----------- |
| 2018     | 8'39"34  | Pescara     | 9-9-2018   | -           |
| 2017     | 8'26"18  | Londra      | 6-8-2017   | -           |
| 2016     | 8'32"20  | Castiglione | 17-5-2016  | -           |
| 2015     | 8'37"11  | Rieti       | 12-6-2015  | -           |
| 2014     | 8'48"16  | Rovereto    | 20-7-2014  | -           |
| 2013     | 8'54"78  | Milano      | 28-7-2013  | -           |
| 2012     | 9'08"05  | Palermo     | 20-10-2012 | -           |
| 2011     | 9'28"19  | Orvieto     | 24-9-2011  | -           |
| 2010     | 10'00"23 | Orvieto     | 25-9-2010  | -           |

## Palmarès
| Anno | Manifestazione   | Sede              | Evento       | Risultato | Prestazione | Note          |
| ---- | ---------------- | ----------------- | ------------ | --------- | ----------- | ------------- |
| 2013 | Europei U20      | Rieti             | 3000 m siepi | 12º       | 9'17"42     | [ 7 ]         |
| 2014 | Mediterraneo U23 | Aubagne           | 3000 m siepi | 4º        | 9'03"57     | [ 8 ]         |
| 2015 | Europei U23      | Tallinn           | 3000 m siepi | 4º        | 8'42"85     | [ 9 ]         |
| 2016 | Mediterraneo U23 | Tunisi            | 3000 m siepi | Finale    | dns         | [ 10 ]        |
| 2017 | Mondiali         | Londra            | 3000 m siepi | Batteria  | 8'26"18     | [ 11 ]        |
| 2021 | Giochi olimpici  | Tokyo             | 3000 m siepi | 9º        | 8'18"50     |               |
| 2022 | Europei          | Monaco di Baviera | 3000 m siepi | 7º        | 8'27"82     |               |
| 2023 | Giochi europei   | Chorzów           | A squadre    | Oro       | 426,5 p.    | [ 12 ] [ 13 ] |
| 2023 | Mondiali         | Budapest          | 3000 m siepi | Batteria  | 8'28"76     |               |
| 2024 | Europei          | Roma              | 3000 m siepi | Batteria  | 8'31"88     |               |

## Campionati nazionali
- 2 volte campione italiano assoluto dei 3000 metri siepi (2017, 2023)
- 3 volte campione italiano assoluto del cross corto (2021, 2022, 2023)
- 2 volte campione promesse nei 3000 m siepi (2014, 2015)
- 1 volta campione juniores nei 3000 m siepi (2013)

2010
- 11º ai Campionati italiani allievi e allieve, (Rieti), 2000 m siepi - 6'20"93[14]

2011
- 4º ai Campionati italiani allievi e allieve, (Rieti), 2000 m siepi - 6'07"78[15]

2012
- 4º ai Campionati italiani juniores e promesse, (Misano Adriatico), 3000 m siepi - 9'41"49[16]

2013
- 12º ai Campionati italiani di corsa campestre, (Abbadia di Fiastra), 8 km - 24'43 (juniores)[17]
- Oro ai Campionati italiani juniores e promesse, (Rieti), 3000 m siepi - 8'58"51[18]
- 6º ai Campionati italiani assoluti, (Milano), 3000 m siepi - 8'54"78 [19]

2014
- Oro ai Campionati italiani juniores e promesse, (Torino), 3000 m siepi - 9'01"96[20]
- Bronzo ai Campionati italiani assoluti, (Rovereto), 3000 m siepi - 8'48"16 [21]

2015
- 61º ai Campionati italiani di corsa campestre, (Fiuggi), 10 km - 32'50 (assoluti)[22]
- 13º ai Campionati italiani di corsa campestre, (Fiuggi), 10 km - 32'50 (promesse)[23]
- Oro ai Campionati italiani juniores e promesse, (Rieti), 3000 m siepi - 8'37"11 [24]
- Bronzo ai Campionati italiani assoluti, (Torino), 3000 m siepi - 8'42"67[25]

2016
- 33º ai Campionati italiani di corsa campestre, Gubbio), 10 km - 32'10 (assoluti)[26]
- 9º ai Campionati italiani di corsa campestre, (Gubbio), 10 km - 32'10 (promesse)[27]
- 5º ai Campionati italiani assoluti, (Rieti), 3000 m siepi - 8'51"19[28]

2017
- Oro ai Campionati italiani assoluti, (Trieste), 3000 m siepi - 8'36"42[29]

2018
- Bronzo ai Campionati italiani assoluti, (Pescara), 3000 m siepi - 8'39"34 [30]

2020
- Oro ai campionati italiani assoluti, 5000 m piani - 14'04"44
- Oro ai campionati italiani assoluti, 3000 m siepi - 8'26"22

2021
- Oro ai campionati italiani assoluti, 3000 m siepi - 8'17"65
- Oro ai campionati italiani assoluti di corsa campestre, cross corto - 8'42"

2022
- Oro ai campionati italiani assoluti di corsa campestre, cross corto - 8'39"

2023
- Oro ai campionati italiani assoluti di corsa campestre, cross corto - 8'54"
- Oro ai campionati italiani assoluti, 3000 m siepi - 8'30"97

2024
- Argento ai campionati italiani di corsa campestre, cross corto - 8'56"
- Bronzo ai campionati italiani assoluti, 3000 m siepi - 8'34"09

2025
- Argento ai campionati italiani assoluti, 3000 m siepi - 8'24"92
- Oro ai campionati italiani di corsa campestre, cross corto - 8'36"

## Altre competizioni internazionali
2017
- 16º al Golden Gala Pietro Mennea ( Roma), 3000 m siepi - 8'29"26

2021
- 9º alla BOclassic ( Bolzano) - 29'55"

2022
- 12º al Golden Gala Pietro Mennea ( Roma), 3000 m siepi - 8'24"04
- 15º alla BOclassic ( Bolzano) - 30'13"
- 14º alla Cinque Mulini ( San Vittore Olona) - 30'02"

2023
- Campionati europei a squadre di atletica leggera ( Chorzów)
- Bronzo al Trofeo Sant'Agata ( Catania) - 30'03"

2024
- 9º al Giro al Sas ( Trento) - 29'47"
- 11º al Campaccio ( San Vittore Olona) - 31'05"

2025
- 4º al Bauhaus-Galan ( Stoccolma), 3000 m siepi - 8'14"38
- Campionati europei a squadre di atletica leggera ( Madrid)
- 8º ai Campionati europei a squadre di atletica leggera ( Madrid), 3000 m siepi - 8'28"59